# Guerra anglo-española (1625-1630)
La guerra anglo-española de 1625-1630 se libró entre el Reino de Inglaterra, aliado con las Provincias Unidas, y España. El conflicto formaba parte de la guerra de los Ochenta Años y de la guerra de los Treinta Años.

## Antecedentes
Al comienzo de la década de 1620, Felipe IV reinaba en España, con el conde-duque de Olivares como su favorito. Se había retomado la Guerra de Flandes tras la Tregua de los Doce Años, y las finanzas españolas seguían beneficiándose de la plata americana. Jacobo I era rey de Inglaterra, Escocia e Irlanda, con su hijo Carlos, príncipe de Gales, como su heredero. Inglaterra tenía vínculos militares con las Provincias Unidas, a las que había apoyado en la guerra de Flandes.
Por entonces, una serie de acontecimientos provocó la reanudación de las hostilidades entre los dos países. Durante la guerra de los Treinta Años que estalló en Europa, Federico V del Palatinado y su esposa Isabel Estuardo (hija del Rey de Inglaterra), fueron derrotados y despojados del Electorado del Palatinado por los tercios españoles.
George Villiers, I duque de Buckingham, acompañó al Príncipe de Gales en marzo de 1623 a un viaje a Madrid, para organizar los detalles de su boda con María Ana de España, pero las negociaciones fracasaron: los españoles pedían la conversión al catolicismo del príncipe y heredero de la corona inglesa, algo que no fue aceptado por los ingleses; al regresar a Inglaterra, el Príncipe de Gales solicitó que se declarara la guerra a España.
En marzo de 1624, Jacobo I, que había hasta ese momento seguido una postura política pacifista, declaró la guerra a España con el apoyo de la Cámara de los Comunes de Inglaterra, en el que se aprueba la provisión de fondos para llevar a cabo el plan. Un año más tarde, muere Jacobo I. Su sucesor, incluso antes de ser coronado como Carlos I, impulsó los preparativos para la guerra contra España con la ayuda de su favorito, el duque de Buckingham.

## Asedio de Breda

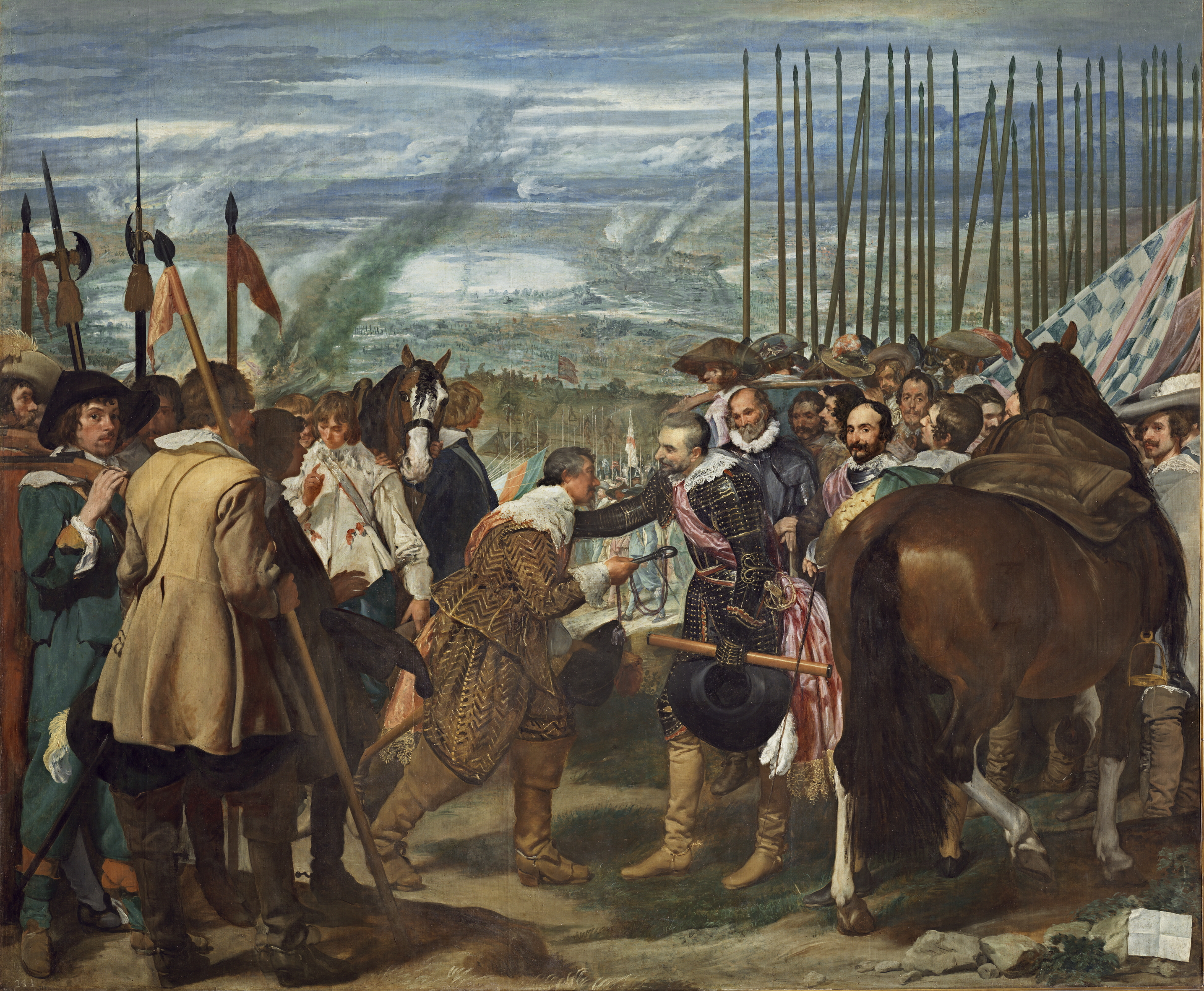
La rendición de Breda (1625), de Diego Velázquez

Bajo las órdenes de Ambrosio Spínola, los españoles asediaron Breda en agosto de 1624, en contra de los deseos del Rey Felipe IV. La ciudad estaba fuertemente fortificada y defendida por una guarnición de 14 000 soldados. Spínola lanzó un ataque contra el ejército holandés al mando de Mauricio de Nassau intentando cortar sus suministros y resistencia, mandando construir trincheras, barricadas, fortificaciones y túneles subterráneos, pero los defensores contrarrestaron esta maniobra construyendo túneles de intercepción que inutilizaron la mayoría de ellos. En febrero de 1625, una fuerza de 6000 ingleses bajo el mando de Ernesto de Mansfeld y 2000 daneses al mando de Steslaje Vantc, que murió en combate, no consiguió aliviar a la ciudad debido a la acción de una fuerza de 300 infantes ligeros, 158 piqueros y 65 ballesteros españoles provenientes de Bolduque que llegaban como refuerzo y que resistieron a los daneses en un montículo próximo al camino. Fuerzas inglesas que llegaron en auxilio de los sitiados tampoco lograron romper el asedio español a la ciudad.
Finalmente, Justino de Nassau, tras un asedio de once meses, rindió Breda a los españoles en junio de 1625.

## Expedición a Cádiz

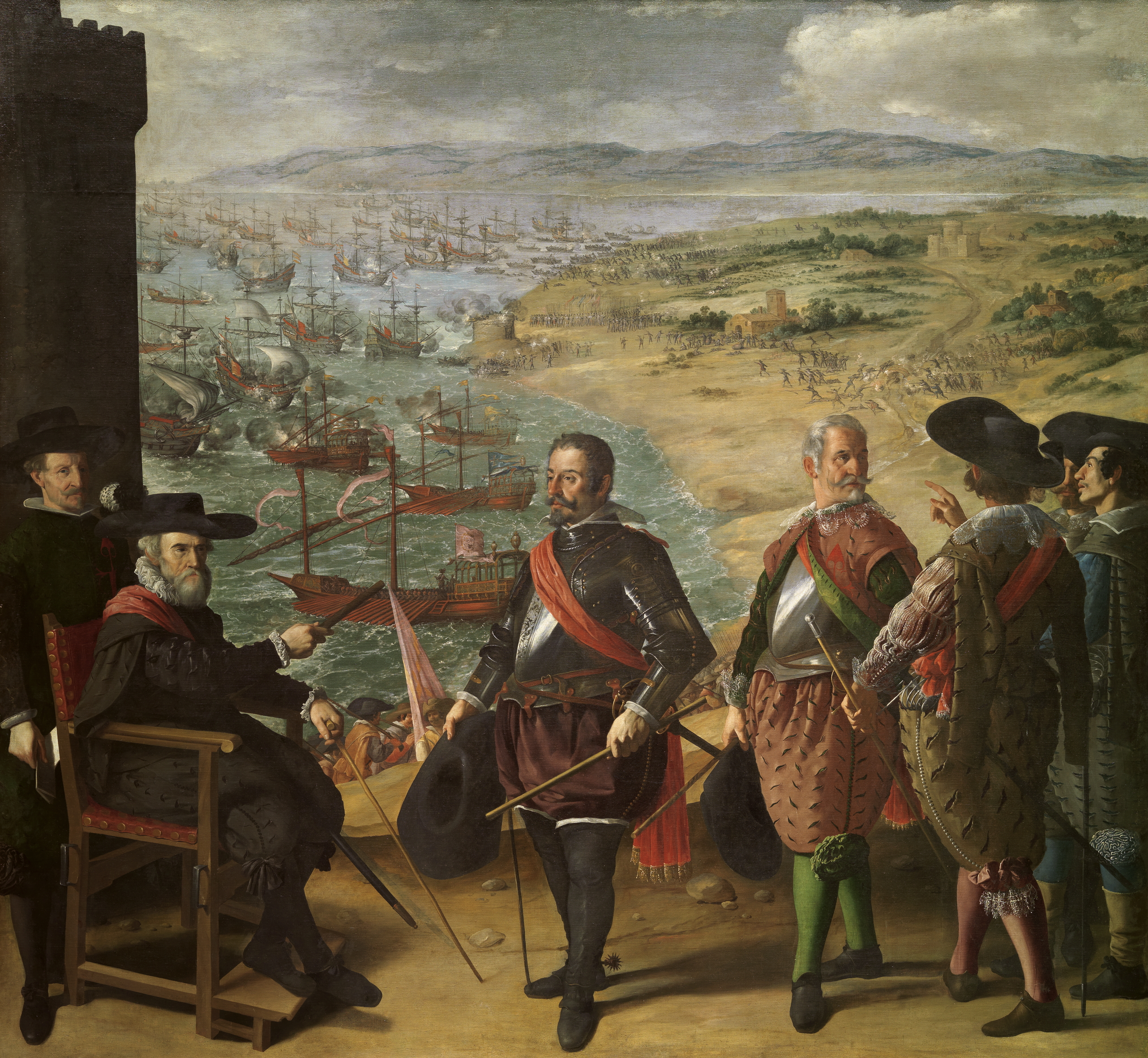
Defensa de Cádiz contra los ingleses (1625), de Zurbarán

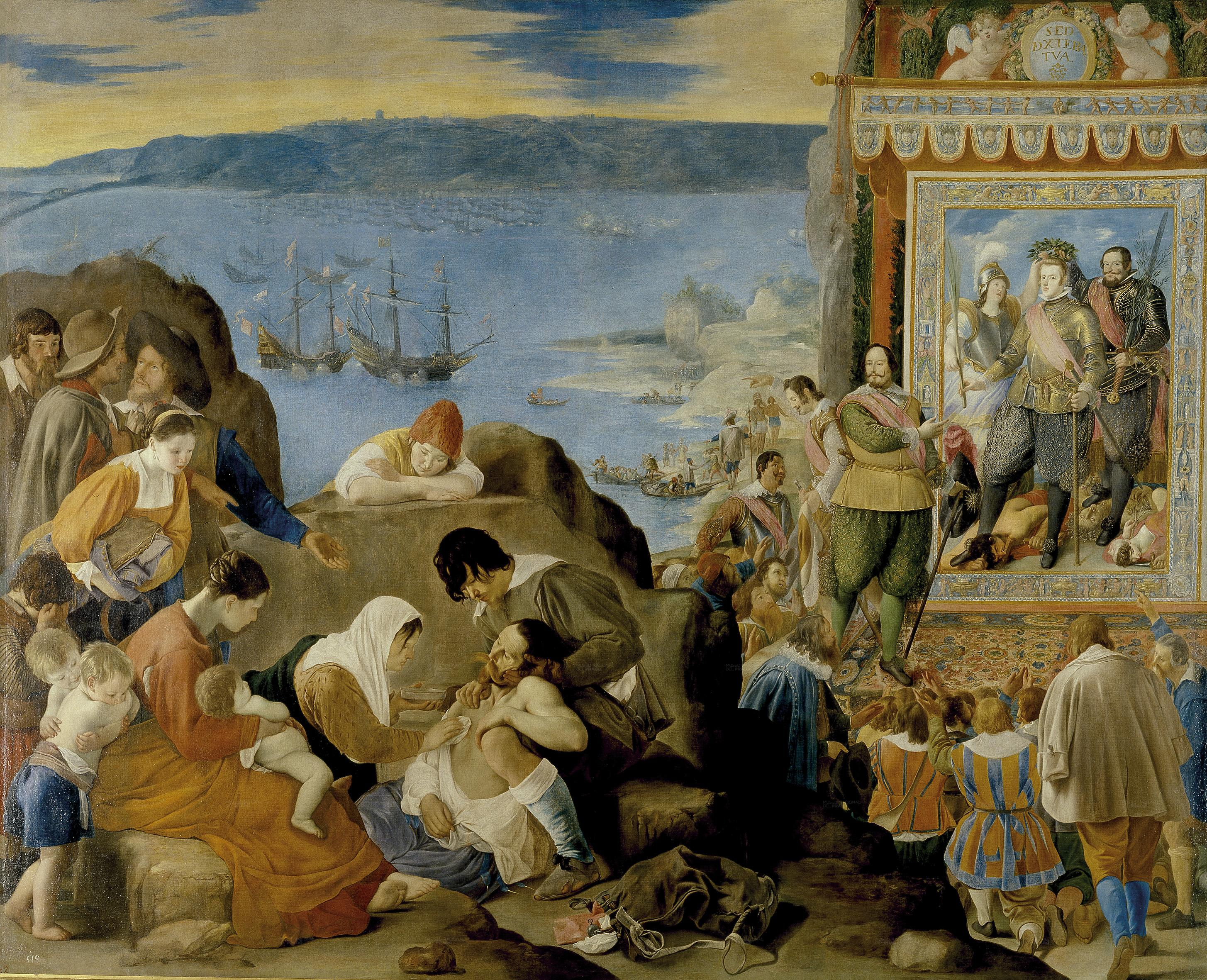
La recuperación de Bahía representa la reconquista de San Salvador de Bahía, en Brasil, por Fadrique de Toledo al mando de las fuerzas hispanoportuguesas, que desalojó la ocupación holandesa, el 1 de mayo de 1625, por Juan Bautista Maíno.

En octubre de 1625, aproximadamente 100 barcos y un total de 15 000 marineros y soldados se habían preparado para la expedición de Cádiz. Una alianza con los holandeses también se había forjado, y los nuevos aliados acordaron enviar otros 15 buques de guerra al mando de Guillermo de Nassau, para ayudar a proteger el Canal de la Mancha, en ausencia de la flota principal. Sir Edward Cecil, un soldado ya endurecido por la batalla que luchaba junto a los holandeses, fue nombrado comandante de la expedición por el duque de Buckingham. Este nombramiento como comandante fue mal realizado, porque a pesar de que Cecil era un buen soldado, tenía poco conocimiento del mar.
La expedición planeada involucraba varios elementos, incluyendo la captura de la flota del tesoro española que regresaba de las Américas, cargada con objetos de valor, y, a continuación, atacar ciudades españolas, con la intención de causar estrés en la economía del país y debilitar la cadena de suministros española para así aliviar la presión militar sobre el Palatinado.
Todo el asalto terminó en fracaso. Las fuerzas inglesas perdieron el tiempo en capturar un viejo fuerte de escasa importancia, proporcionando a Cádiz el tiempo para movilizarse totalmente tras las defensas y permitir escapar a los buques mercantes de la bahía. Las modernizadas defensas de la ciudad, una gran mejora respecto a las de los tiempos de los Tudor, se mostraron efectivas. Mientras tanto, el cuerpo de las fuerzas inglesas que habían sido desembarcados por la costa con la intención de marchar sobre la ciudad también fue desviándose, esta vez por la escasa disciplina. Por último, Sir Edward Cecil, el comandante de las fuerzas inglesas, frente a la decreciente disponibilidad de suministros, decidió que no había otra alternativa que regresar a Inglaterra, después de haber capturado pocos bienes y no haber tenido impacto en España. Así, en diciembre, una flota maltratada regresó a su casa.
Carlos I de Inglaterra, para proteger su propia dignidad y a su favorito, Buckingham (que debía, por lo menos, asegurarse de que los buques estaban bien abastecidos), no hizo ningún esfuerzo para investigar el fracaso de la expedición. Hizo la vista gorda, y en su lugar se interesó por la difícil situación de los hugonotes de La Rochelle. La Cámara de los Comunes fue menos indulgente. El parlamento de 1626 comenzó el proceso de juicio político contra el duque. Finalmente, el rey decidió disolver el Parlamento en lugar de arriesgarse a un juicio político con éxito.
El ataque tuvo consecuencias graves para Inglaterra. Aparte de las pérdidas económicas y humanas, se resintió la reputación de la Corona inglesa, y supuso la creación de una grave crisis política y financiera en el país.

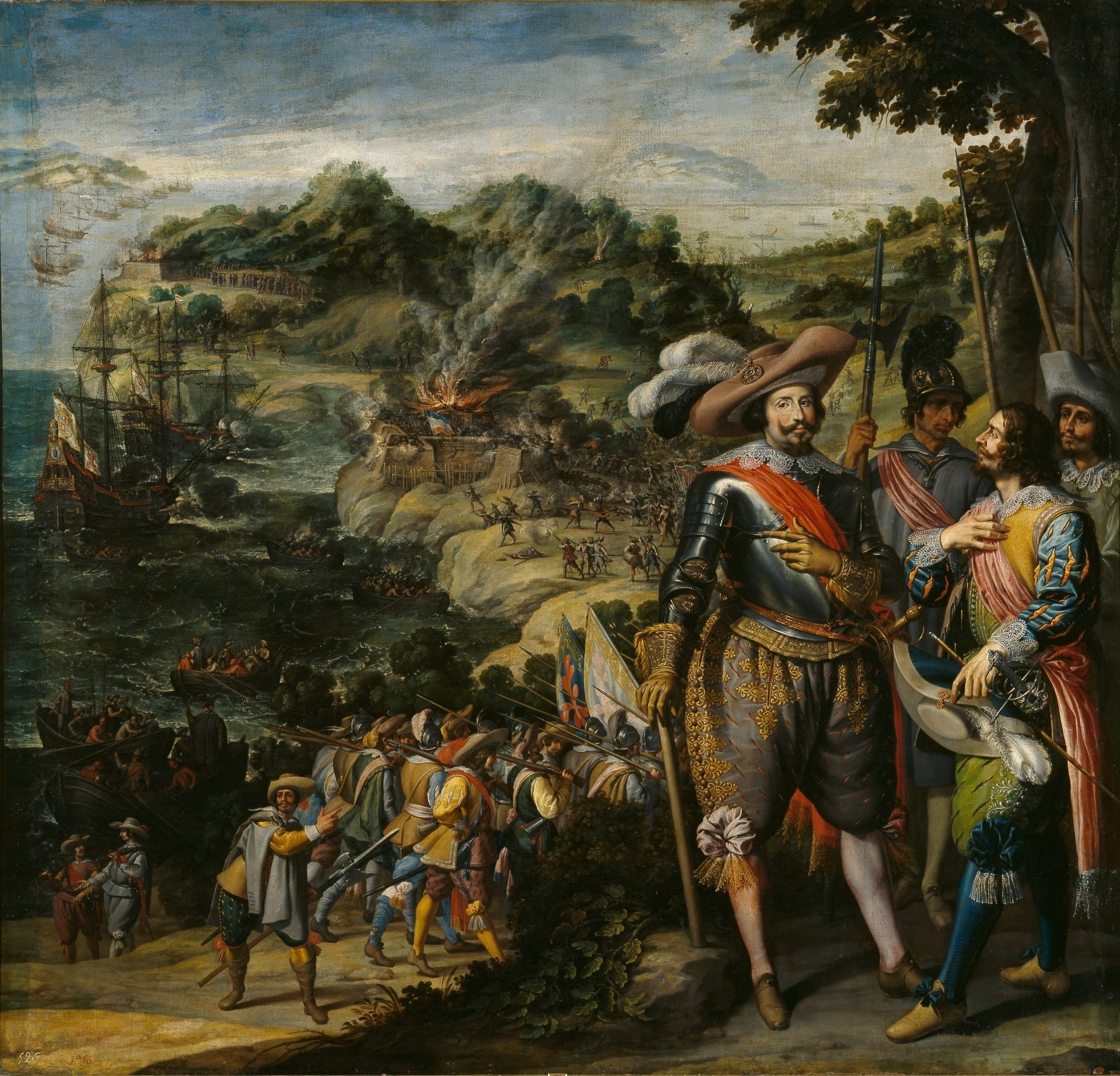
Recuperación de la isla de San Cristóbal por don Fadrique de Toledo (1629), del pintor Félix Castelo.

## 1627-1628
Buckingham entonces negoció con el regente francés, el cardenal Richelieu, conceder buques ingleses para ayudar a Richelieu en su lucha contra los franceses protestantes (hugonotes), a cambio de ayuda francesa contra la ocupación española del Palatinado, pero el Parlamento de Inglaterra resultó disgustado y horrorizado ante la perspectiva de los protestantes ingleses luchando contra los protestantes franceses. El plan sólo alimentó los temores de cripto-catolicismo en la corte. Buckingham mismo creía que el fracaso de su empresa fue el resultado de la traición de Richelieu, y formuló una alianza entre los muchos enemigos del clérigo, una política que incluyó el apoyo a los hugonotes, a quienes había atacado recientemente.
Las tropas inglesas mandadas por el duque de Buckingham fueron derrotadas por los franceses en los asedios de Saint-Martin-de-Ré y de La Rochelle. En esta campaña los ingleses perdieron más de 4000 hombres, de una fuerza de 7000. Mientras organizaba una segunda campaña en Portsmouth en 1628, Buckingham fue apuñalado hasta la muerte el 23 de agosto en el pub Greyhound. El asesino era un oficial del ejército llamado John Felton, que había sido herido en la aventura militar de La Rochelle.

## San Cristóbal y Nieves
En 1629, una expedición naval española, al mando del almirante Fadrique de Toledo, fue enviada para hacer frente a las colonias anglo-francesas recientemente establecidas en las islas caribeñas de San Cristóbal y Nieves. Dichos territorios eran considerados por los españoles como propios desde que fueron descubiertos en 1498, y las colonias anglo-francesas habían crecido lo suficiente como para ser consideradas una amenaza para la Indias Occidentales españolas. En la batalla de San Cristóbal los asentamientos en ambas islas, fuertemente armados, fueron destruidos.

## Consecuencias
Tras estas derrotas, Inglaterra modificaría su participación con la Guerra de los Treinta Años, mediante la negociación de un tratado de paz con Francia en 1629. A partir de entonces las expediciones, bajo el mando del duque de Hamilton y Lord Craven, se centraron en Alemania para apoyar a los miles de soldados escoceses que ya servían a la corona sueca en el conflicto. Las levas de Hamilton aumentaron, a pesar del fin de la guerra de los Estuardo contra España.
En 1630, Felipe IV de España y Carlos I de Inglaterra firmaron el Tratado de Madrid, con lo que la guerra terminó, habiendo demostrado ser un costoso fracaso para Inglaterra y Escocia, y una distracción de menor importancia para españoles y franceses, que siguieron ocupados en las guerras europeas.
En Inglaterra, los costos de la guerra y la mala gestión se añaden a las disputas entre la monarquía y el Parlamento antes de la guerra civil inglesa de la década de 1640.